# Малик, Фатимату Абдель
Фатимату Абдель Малик (араб. فاطمة بنت عبد المالك‎; род. 1958, Тамшакет, Ход-эль-Гарби) — мавританская политическая и государственная деятельница. С 2001 года занимает должность мэра Тевраг-Зейны, а также работает на должности председателя совета Нуакшота с сентября 2018 года. Стала первой женщиной в Мавритании, занявшей должность мэра. С 2012 по 2015 года занимала должность председателя Сети местных избранных женщин Африки (REFELA).

## Биография
Родилась в 1958 году в Тамшакете, отец работал администратором. Изучала информатику в Лувен-ла-Нёв (Бельгия).
Руководила офисом по оказанию компьютерных услуг MINFE в Нуакшоте, а затем работала сетевым администратором в Habitat Bank. Затем устроилась в министерство городского планирования и среды обитания, после чего была назначена в канцелярию премьер-министра.
В 2001 году Республиканская партия за демократию и обновление выдвинула Фатимату Абдель Малик кандидатом на муниципальную должность, и она была избрана мэром Тевраг-Зейны, одной из девяти коммун городского сообщества Нуакшота. Стала первой женщиной в истории на должности мэра в Мавритании. Особое внимание уделяет школьному образованию, особенно для девочек, и реформе администрации. Была переизбрана на должность в 2006, 2011 и 2015 годах.
С 2012 по декабрь 2015 года занимала должность председателя Сети местных избранных женщин Африки, которая была основана в Танжере в марте 2011 года и объединяет женщин, избранных на должности в муниципальные органы власти. Она путешествовала по Мавритании, чтобы поддержать женщин-кандидатов на государственные должности, в итоге еще пять женщин были избраны в должности мэров городов, в том числе Мэти Минт Хамади.

## Награды
- 2015 год: Медаль Продовольственной и сельскохозяйственной организации ООН[4].

## Личная жизнь
Мать-одиночка, имеет троих детей. По вероисповеданию мусульманка.